# Разом нас багато
«Ра́зом нас бага́то, нас не подола́ти!» — хіп-хоповий сингл гурту «Ґринджоли», який став неофіційним гімном Помаранчевої революції. Назва пісні походить від відомої чилійської пісні ¡El pueblo unido jamás será vencido! (ісп. «Об'єднаний народ ніколи не буде переможеним!»), створеною композитором Сергіо Ортега і виконаною гуртом «Quilapayún», яка була неофіційним гімном лівого блоку «Unidad Popular» («Народна єдність»), що привів на Президентських виборах 1970 року у Чилі до перемоги Сальвадора Альєнде.
Пісня була видана в альбомі «Хай буде так» і була вибрана для презентації України на пісенному конкурсі «Євробачення 2005», що проходив у Києві. На вимогу конкурсу була створена нова версія пісні, у якій усунули політичні моменти, що суперечили регламенту. Пісня посіла 19-те місце, найвище була оцінена польськими телеглядачами (перше місце). Ця пісня була перекладена різними мовами, зокрема польськими хіп-хопівцями під назвою «Jest nas wielu». Пісня є захованою як великоднє яйце у відеогрі «S.T.A.L.K.E.R.: Тінь Чорнобиля». Із сайту івано-франківської радіостантації «Західний полюс» завантажували зі швидкістю в 10 тисяч разів за годину[джерело?].

## Мультимедія
- Початковий варіантⓘ, що звучав у часи Помаранчевої революції
- Адаптований варіантⓘ, що звучав на конкурсі «Євробачення»
- Відеоверсія для конкурсу «Євробачення»